# Azdzielina
Azdzielina (biał. Аздзеліна; ros. Азделино) – agromiasteczko na Białorusi, w obwodzie homelskim, w rejonie homelskim, w sielsowiecie Azdzielina.